# ملكة جمال الولايات المتحدة الأمريكية 1998
ملكة جمال الولايات المتحدة الأمريكية 1998 (بالإنجليزية: Miss USA 1998) هي مسابقة ملكة جمال الولايات المتحدة الأمريكية السابعة والأربعين في تاريخ مسابقة ملكة جمال الولايات المتحدة الأمريكية، منذ انطلاقتها عام 1952، أقيمت المسابقة في شريفبورت، لويزيانا في من المرحلة التمهيدية في 6 مارس 1998 ، والمنافسة النهائية في 10 مارس 1998. فازت بالحدث شونا جيبيا من ولاية ماساتشوستس ، من قبل حاملة التاج السابقة براندي شيروود من ولاية ايداهو.
عقدت المسابقة في شريفبورت ، لويزيانا للسنة الثانية على التوالي ؛ ستستضيف شريفبورت بشكل غير عادي مسابقة ملكة جمال الولايات المتحدة الأمريكية في وقت لاحق من نفس العام. اقترح المالك دونالد ترامب في البداية أن يتم نقل الحدث إلى مدينة نيويورك ، ولكن تم التوصل إلى اتفاق في نوفمبر 1997 للبقاء في المسابقة في لويزيانا. خلال الأسبوعين اللذين أمضيا فيهما المندوبين في مدينة شريفبورت ، استفادت الشركات المحلية من الأعمال الإضافية التي أنشأتها المسابقة والدعاية التي قدمتها ثلاث دقائق من الترويج خلال البث المباشر. قدر عدد الجمهور في جميع أنحاء العالم للمسابقة المتوقع بحولي 300 مليون شخص.
استضافت المسابقة جون إدوارد بيك للمرة الوحيدة ، وعلي لاندري ، ملكة جمال الولايات المتحدة الأمريكية 1996 وجولي موران ، المشاركة في برنامج الترفيه الليلة ، عرضت تعليقًا ملونًا. إنها تقدم الترفيه أثناء المنافسة. تم اختيار المنتجين التنفيذيين سوزان وينستون ودان فونك لإنتاج البث المباشر ، والبث على شبكة سي بي إس.
خلال المسابقة ، في جزء تم تسجيله مسبقًا ، منحت هالي بيري ، ملكة جمال أوهايو الولايات المتحدة الأمريكية عام 1986 وأول وصية لكريستي فيشتنر في مسابقة ملكة جمال الولايات المتحدة الأمريكية 1986 ، جائزة الإنجاز المتميز لإنجازاتها في التمثيل.

## النتائج

### المراكز النهائية
| النتائج النهائية                          | اسم المتنافسة |
| ----------------------------------------- | --- |
| ملكة جمال الولايات المتحدة الأمريكية 1998 | - ماساتشوستس - شوناي جبيا |
| الوصيفة الأولى                            | - كاليفورنيا - شونا غامبل |

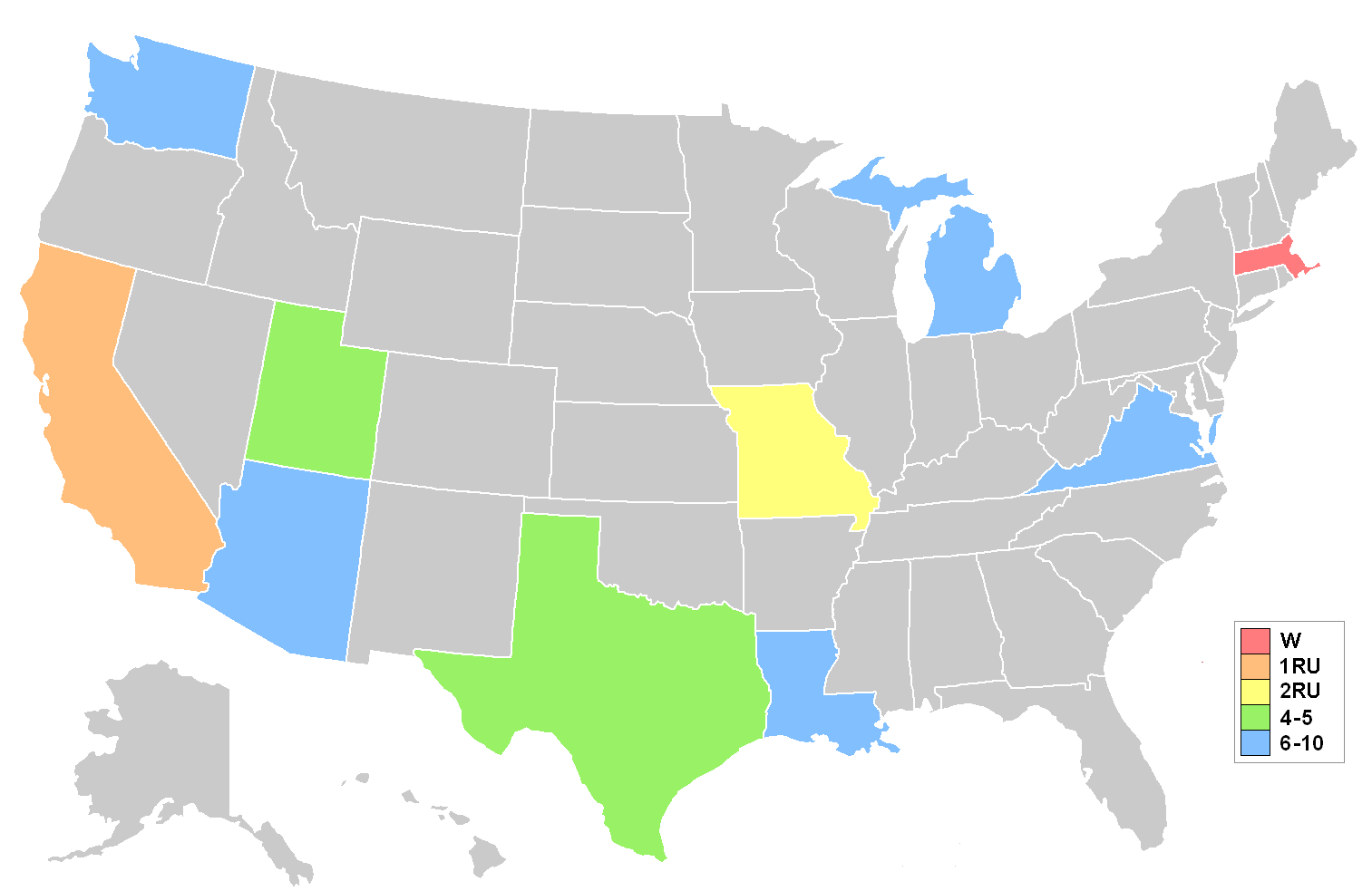
خريطة توضح المراكز حسب الولاية

| الوصيفة الثانية                           | - ميزوري - ميلاني برايدلوف |
| أفضل 5                                    | - يوتا - ميليسا لي أندرسون - تكساس - هولي ميلز                                                                                 |
| أفضل 10                                   | - أريزونا - ستايسي كول - لويزيانا - ديبي ديلهوم - واشنطن - ناتاشا فين ترامب - ميشيغان - جونيل ريان - فرجينيا - ميريديث بلانشيب |

### جوائز خاصة
| جائزة                   | متنافسة                           |
| ----------------------- | --------------------------------- |
| ملكة جمال اللطافة       | - كارولاينا الجنوبية - فيرا موريس |
| ملكة جمال الجاذبية      | - كارولاينا الشمالية - سونيا غلين |
| جائزة الاسلوب           | - فرجينيا - ميريديث بلانشيب       |
| الأفضل في ملابس السباحة | - ماساتشوستس - شوناي جبيا         |

## المتسابقات
| - ألاباما - بيج بروكس - ألاسكا - باميلا كوت - أريزونا - ستايسي كول - أركنساس - كامي تايس - كاليفورنيا - شونا جامبيل - كولورادو - ميشيل ستانلي - كونيتيكت - كريستينا هيوز - ديلاوير - شيري ديفيس - مقاطعة كولومبيا - زانيس لايلز - فلوريدا - جيمي كونفيرس - جورجيا - إدلين لويس - هاواي - تيفيني هيركوليس - أيداهو - ميليندا غراسميك - إلينوي - ماندي لين - إنديانا - نيكول ليوين - آيوا - جيمي سولينجر - كانساس - كامي موريسو - كنتاكي - نانسي برادلي - لويزيانا - ديبي ديلوم - مين - كاثي مورس - ماريلند - ماريا لين شريف - ماساتشوستس - شوناي جبيا - ميشيغان - جونيل ريان - مينيسوتا - جوسان هينجن - مسيسيبي - أنجيلا واتلي - ميزوري - ميلاني بريدلوف | - مونتانا - رينو ويتمان - نبراسكا - جينيفر نارو - نيفادا - تامي رانكين - نيوهامبشير - نادية سيمردجيف - نيوجيرسي - كيلي بارز - نيومكسيكو - مايا سترنك - نيويورك - سوزان ويزدوم - كارولاينا الشمالية - فيرا موريس - داكوتا الشمالية - أليسون نسيمير - أوهايو - سينثيا مادن - أوكلاهوما - آن ماري ديكسون - أوريغون - كارا جونز - بنسيلفانيا - كيمبرلي جايكوكس - رود آيلاند - كوني هارول - كارولاينا الجنوبية - سونيا جلين - داكوتا الجنوبية - لوري أوبراين - تينيسي - ايمي نيلي - تكساس - هولي ميلز - يوتا - ميليسا لي أندرسون - فيرمونت - كاثي بليس - فرجينيا - ميريديث بلانكينشيب - واشنطن - ناتاشا فانترامب - فيرجينيا الغربية - سوزان بوث - ويسكونسن - ميشيل التمان - وايومنغ - ميغان ويغيرت |

## روابط خارجية
- موقع ملكة جمال الولايات المتحدة الأمريكية الرسمي